# Aleksandrs Žižmanovs
Aleksandrs Žižmanovs (in russo Александр Жижманов?; 22 gennaio 1971) è un ex calciatore lettone, di ruolo difensore.

## Carriera

### Club
Non è nota la sua carriera prima del 1998. Tra il 1998 e il 2001 giocò per il Ventspils, totalizzando 70 presenze e due reti in Virslīga. Giocò anche nelle coppe europee: il 19 giugno 1999 esordì in Coppa Intertoto 1999 contro il Vålerenga; in quell'edizione giocò quattro partite della fase a gironi. L'anno seguente giocò entrambe le gare del primo turno di Coppa UEFA 2000-2001 contro il  Vasas che sancirono l'eliminazione del Ventspils ai supplementari.

### Nazionale
Ha collezionato una sola presenza con la propria nazionale: il 9 giugno 1999 subentrò nell'ultimo terzo di gara a Andrejs Rubins nella vittoriosa gara valida per le qualificazioni al campionato europeo di calcio 2000 contro la Grecia.

## Statistiche

### Cronologia presenze e reti in Nazionale
| Cronologia completa delle presenze e delle reti in nazionale ― Lettonia | Cronologia completa delle presenze e delle reti in nazionale ― Lettonia | Cronologia completa delle presenze e delle reti in nazionale ― Lettonia | Cronologia completa delle presenze e delle reti in nazionale ― Lettonia | Cronologia completa delle presenze e delle reti in nazionale ― Lettonia | Cronologia completa delle presenze e delle reti in nazionale ― Lettonia | Cronologia completa delle presenze e delle reti in nazionale ― Lettonia | Cronologia completa delle presenze e delle reti in nazionale ― Lettonia |
| Data                                                                    | Città                                                                   | In casa                                                                 | Risultato                                                               | Ospiti                                                                  | Competizione                                                            | Reti                                                                    | Note                                                                    |
| ----------------------------------------------------------------------- | ----------------------------------------------------------------------- | ----------------------------------------------------------------------- | ----------------------------------------------------------------------- | ----------------------------------------------------------------------- | ----------------------------------------------------------------------- | ----------------------------------------------------------------------- | ----------------------------------------------------------------------- |
| 9-6-1999                                                                | Atene                                                                   | Grecia                                                                  | 1 – 2                                                                   | Lettonia                                                                | Qual. Euro 2000                                                         | -                                                                       | 69’                                                                     |
| Totale                                                                  |                                                                         | Presenze                                                                | 1                                                                       |                                                                         | Reti                                                                    | 0                                                                       |                                                                         |